# Station Eccleston Park
Eccleston Park is een spoorwegstation van National Rail in Eccleston Park, St. Helens in Engeland. Het station is eigendom van Network Rail en wordt beheerd door Northern Rail. 